# Lindsay Duncan
Lindsay Duncan, född 7 november 1950 i Edinburgh, Skottland, är en brittisk skådespelare. Hon är gift med skådespelaren Hilton McRae. 

## Filmografi (urval)
- 1975 - ''Further Up Pompeii!
- 1983 - Reilly: The Ace of Spies
- 1990 - Det gyllene fältet
- 1996 - Maktspel
- 1999 – En idealisk äkta man
- 1999 – Star wars - det mörka hotet
- 1999 - Oliver Twist
- 2001 - Främlingar
- 2003 - Under Toscanas sol
- 2004 – The Queen of Sheba's Pearls
- 2005 - Rome (TV-serie)
- 2005 - Poirot: The Mystery of the Blue Train
- 2008 – Lost in Austen (TV-serie)
- 2014 – The Honourable Woman (TV-serie)
- 2014 – Birdman
- 2016 – Alice i Spegellandet
- 2017 – Gifted
- 2026 – The Entertainment System is Down